# Gran Lògia d'Espanya
La Gran Lògia d'Espanya és la principal obediència maçònica espanyola pel que es refereix al seu nombre de membres i lògies sota la seva jurisdicció. Forma part del corrent maçònica encapçalada per la Gran Lògia Unida d'Anglaterra i s'ajusta a la interpretació que aquesta Obediència fa de les lleis, tradicions, usos i costums per definir la regularitat maçònica. Aquesta obediència entronca amb l'antiga Gran Lògia de Londres, fundada en 1717, que és considerada com la primera obediència masónica especulativa, a través de la seva unificació amb la Gran Lògia denominada "dels antics" creada en 1751.

## Principis reguladors
La Gran Lògia d'Espanya estén la seva jurisdicció sobre les seves lògies en els tres primers graus de la Maçoneria (Maçoneria simbòlica), i el seu àmbit territorial és el del Regne d'Espanya. Pretén estar formada per homes dignes i de sòlids valors ètics i filantròpics (lliure i de bons costums); a més d'una creença al principi superior o causa de tot el creat, al que es denomina comunament com Déu, i que els maçons, respectant sempre la llibertat de l'individu davant qualsevol creença particular, anomena Gran Arquitecte de l'Univers. En línia amb les altres Obediències d'aquest corrent, no admet dones en les seves files.
Com a Ordre iniciàtica Tradicional que busca el perfeccionament de l'ésser humà, consisteix en la transmissió i ensenyament d'un mètode, ritual i simbòlic, pel coneixement i assimilació del qual el maçó està en condicions d'aplicar-lo a si mateix i al seu entorn social.
Realitza els seus treballs en presència de les que considera les Tres Grans Llums de la Maçoneria: l'esquadra, el compàs i el volum de la Llei Sagrada. Propugna les llibertat religiosa i política dels seus membres, no permetent-se la discussió sobre qüestions polítiques o religioses en Lògia ni posicionament institucional sobre aquests aspectes.

## Ritus
La Gran Lògia d'Espanya és una obediència multiritual. Les lògies adscrites a ella poden triar el Ritu que desitgen practicar amb l'única limitació de realitzar-ho plenament i sempre que obtinguin autorització per a això del Gran Mestre de la Gran Lògia d'Espanya. Els Ritus practicats en l'actualitat són:
- Ritu Escocès Antic i Acceptat (el més practicat),
- Ritu d'Emulació,
- Ritu Escocès Rectificat,
- Ritu Schröder
- Ritu Francès o Modern.
- Ritu York

La Gran Lògia d'Espanya manté relacions amb cossos maçònics que desenvolupen els alts graus dels diferents ritus. En concret amb el Suprem Consell del Grau 33 i últim per a Espanya del Ritu Escocès Antic i Acceptat afí a aquest corrent maçònica, l'Arc Reial, el Gran Capítol Francès, la Gran Lògia de Mestres Maçons de Marca, el Gran Priorat Rectificat i l'Orde Maçònica del Temple, entre d'altres.

## Grans Mestres de la Gran Lògia d'Espanya
Des de la seva fundació el 1981, la Gran Lògia d'Espanya ha estat dirigida pels següents Grans Mestres:
- Lluís Salat i Gusils: 1981 - 1996
- Tomás Sarobe Piñeiro: 1996 - 2002
- Josep Corominas i Busqueta: 2002 - 2006 (diputat del PSC-PSOE)
- José Carretero Doménech: 2006 - 2010
- Oscar de Alfonso Ortega: 2010 - 2022
- Txema Oleaga Zalvidea (senador socialista):[1] 2022 -